# حسين قنديل
حسين قنديل ممثل مصرى ولد في 22 يوليو عام 1932.

## مسيرته الفنية
بدأ مسيرته الفنية في الخمسينيات وأشتهر بالأدوار السينمائية في السينما والتليفزيون.

## أبرز أفلامه
ومن أبرز أفلامه أنا حرة . شمس لا تغيب . نور الليل . الرجل الثانى . ساحر النساء . عائلة زيزى . أريد حلا . نهاية الشياطين . لا شئ يهم . يوم واحد عسل . العذاب فوق شفاه تبتسم . المارد . لقاء هناك . ومضى قطار العمر . لا وقت للحب . نار في صدرى . الورطة . ثم تشرق الشمس . صراع الأبطال . صائدة الرجال . الرداء الأبيض . نار في صدري . صحيفة السوابق (فيلم).

## مسلسلاته التليفزيونه
```
وفي التليفزيون شارك في مسلسلات 
الجنة العذراء
 . 
عندما يشتعل الرماد
 . 
الدوامة
 . 
القط الأسود
 . 
بعد العذاب
 . 
هارب من الأيام
.
```

## اعتزاله الفن
وفي مطلع التسعينيات اعتزل الفن وغاب عن الأضواء.

## وصلات خارجية
- حسين قنديل على موقع الدهليز
- حسين قنديل على موقع قاعدة بيانات الأفلام العربية